# Dicranodromia felderi
Dicranodromia felderi is een krabbensoort uit de familie van de Homolodromiidae. De wetenschappelijke naam van de soort is voor het eerst geldig gepubliceerd in 1990 door Martin.